# Stăuceni, Hotin
Stăuceni (în ucraineană Ставчани, transliterat: Stavceanî, în rusă Ставчаны, transliterat: Stavceanî) este un sat reședință de comună în raionul Hotin din regiunea Cernăuți (Ucraina). Are 1,980 locuitori, preponderent ucraineni.
Satul este situat la o altitudine de 170 metri, în partea de sud a raionului Hotin.

## Istorie
Localitatea Stăuceni a făcut parte încă de la înființare din Ținutul Hotinului a regiunii istorice Basarabia a Principatului Moldovei. În anul 1739, trupele ruse pornite de la Hotin i-au înfrânt pe turci în bătălia de la Stăuceni, luptând alături de ruși și ostași ucraineni, georgieni și moldoveni . 
Prin Tratatul de pace de la București, semnat pe 16/28 mai 1812, între Imperiul Rus și Imperiul Otoman, la încheierea războiului ruso-turc din 1806 – 1812, Rusia a ocupat teritoriul de est al Moldovei dintre Prut și Nistru, pe care l-a alăturat Ținutului Hotin și Basarabiei/Bugeacului luate de la Turci, denumind ansamblul Basarabia (în 1813) și transformându-l într-o gubernie împărțită în zece ținuturi (Hotin, Soroca, Bălți, Orhei, Lăpușna, Tighina, Cahul, Bolgrad, Chilia și Cetatea Albă, capitala guberniei fiind stabilită la Chișinău). 
La începutul secolului al XIX-lea, conform recensământului efectuat de către autoritățile țariste în anul 1817, satul Stăuceni făcea parte din Ocolul Hilavățului a Ținutului Hotin . 
După Unirea Basarabiei cu România la 27 martie 1918, satul Stăuceni a făcut parte din componența României, în Plasa Clișcăuți a județului Hotin. Pe atunci, majoritatea populației era formată din ruși. 
Ca urmare a Pactului Ribbentrop-Molotov (1939), Basarabia, Bucovina de Nord și Ținutul Herța au fost anexate de către URSS la 28 iunie 1940. După ce Basarabia a fost ocupată de sovietici, Stalin a dezmembrat-o în trei părți. Astfel, la 2 august 1940, a fost înființată RSS Moldovenească, iar părțile de sud (județele românești Cetatea Albă și Ismail) și de nord (județul Hotin) ale Basarabiei, precum și nordul Bucovinei și Ținutul Herța au fost alipite RSS Ucrainene. La 7 august 1940, a fost creată regiunea Cernăuți, prin alipirea părții de nord a Bucovinei cu Ținutul Herța și cu cea mai mare parte a județului Hotin din Basarabia .
În perioada 1941-1944, toate teritoriile anexate anterior de URSS au reintrat în componența României. Apoi, cele trei teritorii au fost reocupate de către URSS în anul 1944 și integrate în componența RSS Ucrainene, conform organizării teritoriale făcute de Stalin după anexarea din 1940, când Basarabia a fost ruptă în trei părți. 
Începând din anul 1991, satul Stăuceni face parte din raionul Hotin al regiunii Cernăuți din cadrul Ucrainei independente. Conform recensământului din 1989, numărul locuitorilor care s-au declarat români plus moldoveni era de 132 (22+110), reprezentând 5,54% din populație . În prezent, satul are 1.980 locuitori, preponderent ucraineni.

## Demografie
Componența lingvistică a comunei Stăuceni
     Ucraineană (98,13%)
     Română (1,16%)
     Alte limbi (0,71%)
Conform recensământului din 2001, majoritatea populației comunei Stăuceni era vorbitoare de ucraineană (98,13%), existând în minoritate și vorbitori de română (1,16%).
1930: 1.961 (recensământ)
1989: 2.383 (recensământ)
2007: 1.980 (estimare)

## Turism
În cimitirul din satul Stăuceni se află un mare zid funerar de pământ. Soldații ruși care au luat parte la Bătălia de la Stăuceni în anul 1739 sunt îngropați acolo  .